# العلاقات العثمانية المملوكية
العلاقات العثمانية المملوكية تشير إلى العلاقات بين الدولة العثمانية ودولة المماليك، وتُعتَبَر هذه العلاقات هي مفتاح النهاية في تاريخ الدولة المملوكية؛ إذ سقطت دولة المماليك على أيدي العثمانيين نهائيًّا عام 1517م، ولكن سبق ذلك طريق طويل من العلاقات تراوحت بين المودة والتقدير، وبين القلق، ثم الصراع الدامي.

## تعزيز العلاقات بين الدولتين
تجددت علاقات الصداقة بين الدولتين المملوكية والعثمانية بعد زوال الخطر التيموري، وازدادت تماسكًا في عهد السلطان الأشرف برسباي. وازدادت أواصر الصداقة بين الدولتين في عهد السلطان جقمق، فتبودلت المراسلات والسفارات والهدايا بين الدولتين، وأرسل السلطان العثماني مراد الثاني إلى السلطان المملوكي هدية تضم خمسين أسيرًا من الأوربيين وخمسة من الجواري ومكية كبير من الحرير.

### العلاقات بعد فتح القسطنطينية
أرسل السلطان محمد الفاتح رسولاً للسلطان المملوكي الأشرف إينال في تشرين الأول (أكتوبر) 1453، يهنئه فيها بجلوسه على دست الحكم في القاهرة، ويخبره بنجاحه في فتح القسطنطينية، ويهديه أسيرين من كبار المسؤولين البيزنطيين بالقسطنطينية. وأمر السلطان إينال بتزيين شوارع القاهرة والحوانيت والأسواق لأيام عدة. كما قام بالرد على رسالة السلطان بإرسال مبعوث لتهنئة الفاتح بانتصاره «... هذا النصر الذي منّ الله تعالى به على المسلمين».

## تردي العلاقات بين الدولتين
طُويَت صفحة العلاقات الجيدة بين الدولتين على أثر فتح القسطنطينية، وفتحت صفحة جديدة سادها العداء بفعل تصادم المصالح. فقد توسعت الدولة العثمانية في الأناضول والجزيرة الفراتية شمالاً حتى البحر المتوسط جنوبًا، وجبال طوروس وفي نفس الوقت كانت دولة المماليك قد سيطرت على قيليقيا. وبدأ المماليك يقابلون بشيء من الفتور تنامي العلاقات بين الدولتين بعد ما شعروا بتعاظم شعبية العثمانيين بين المسلمين نتيجة فتح القسطنطينية، كما لاحظوا، بقلق شديد بروز دولة إسلامية قوية أخذت تنمو على حدودهم، وتشق طريقها الخاص بها، وتزايد قلقهم عندما نشطت في العاصمة العثمانية المساعي لتغيير نظام العلاقات بين الدولتين بعد أن أخذ البكوات، حماة الحدود، يتلقبون بألقاب السلاطين، ويذكر ابن إياس أن محمدًا الثاني كان أول زعيم في بني عثمان اتخذ لنفسه لقب سلطان وساوى نفسه بحكام مصر.

### لجوء الأمير جم للمماليك
بعد وفاة السلطان محمد الفاتح أعلن الأمير "جم سلطان" نفسه حاكما على بورصة لكن السلطان العثماني الشرعي بايزيد الثاني هاجمها وهزم جيشه، فهرب "جم سلطان" إلى سلطان المماليك قايتباي في مصر الذي رحب به وأكرمه وأمده بجميع ما احتاجه من أموال للسفر مع أسرته إلى الحجاز لأداء فريضة الحج. أدى موقف سلطان المماليك هذا إلى زيادة التوتر بين الدولتين.
أدت هذه المواقف إلى حدوث معارك عنيفة بين الطرفين.

## تحسن العلاقات
توقفت الحرب بين الدولتين، ولكن بشكل مؤقت، وساد الهدوء جبهات القتال، ولكن إلى حين، وتبادل الطرفان الهدايا والوفود سنة بعد سنة، كما نشطت حركة التبادل التجاري بينهما، وكان المماليك يشترون الأخشاب والحديد والبارود من آسيا الصغرى، وهي مواد غير متوفرة في مصر، ومن مظاهر المشاركة النفسية الجيدة التي تجلَّت خلال هذه الفترة، أنه عندما توفي السلطان العثماني بايزيد الثاني، بكى السلطان الغوري عليه، وحزن لوفاته ثم صلى عليه صلاة الغائب في القلعة، كما صلى الناس عليه بعد صلاة الجمعة في الجامع الأزهر، وجامع ابن طولون.

## النزاع الأخير وسقوط دولة المماليك
لم يستمر الصلح بين المماليك والعثمانيين أكثر من ربع قرن، حيث إن تنامي هيبة الدولة العثمانية كحامية لجميع المسلمين، وموقف المماليك من الدولة الصفوية التي كانت على حرب مع الدولة العثمانية، أدى كل هذا لقيام حملة عثمانية على الأراضي المملوكية بقيادة السلطان سليم الاول.

### معركة مرج دابق
قاد السلطان سليم بنفسه حملة على أراضي الدولة المملوكية، ووقعت المعركة في يوم 25 من رجب 922هـ الموافق 24 من أغسطس 1516م في مكان يسمى دابق، وهو اسم لقرية تقع بالقرب من مدينة حلب في شمال سوريا بالقرب من الحدود التركية.
كان السلطان سليم اتجه لتوحيد الأمصار الإسلامية لتكون تابعة للدولة العثمانية، وخاصة بعد أن تنامى الوجود الصليبي في المنطقة وسقوط الأندلس التي لم تحاول الدول الإسلامية الموجودة في ذلك الوقت إنقاذها، وأيضًا ظهور البرتغاليين الذين احتلوا بعض القواعد في اليمن وعمان بعد اكتشافهم لطريق رأس الرجاء الصالح، وأيضًا بسبب الضعف الشديد الذي أصاب دولة المماليك في مصر والشام بحيث أصبحت غير قادرة على صد هجمات البرتغاليين من الجنوب، وهجمات الأسبان من ناحية الغرب، كما كان السلطان سليم شديد الغضب على السلطان الغوري ودولته في مصر؛ بسبب مساعدتها للصفويين أثناء قتالهم مع العثمانيين.
نجح المماليك في بداية المعركة في تحقيق نصر بهجوم خاطف على العثمانيين ولكن سرعان ما دبَّ الخلاف بين فرق المماليك المحاربة، وانحاز بعضها إلى الجيش العثماني بقيادة الأمير المملوكي «خايربك»؛ فتسلل ولاة الشام بجيوشهم وانضموا للعثمانيين، فضعف أمر المماليك وهزموا هزيمة منكرة وتمزقت قواتهم، وسرت إشاعة في جيش المماليك أن الغوري سقط قتيلاً، فخارت عزائمهم ووهنت قواتهم، وفرّوا لا يلوون على شيء، ولم تفلح محاولات الغوري في تجميع جيشه بنداءاته وصيحته في جنوده بالثبات والصمود، وسقط عن فرسه جثة هامدة من هول الهزيمة، وتحقق للعثمانيين النصر الذي كان بداية لأنْ يستكمل سليم الأول فتوحاته في الشام، وأن يستولي على مدنه واحدة بعد أخرى، بعدها سلَّم معظمها له بالأمان دون قتال.
وبهذه المعركة أصبحت الشام تحت سيطرة العثمانيين.

### معركة الريدانية
أنهت معركة مرج دابق على أغلبية جيوش المماليك، ومن بقى منهم في مصر لم يكن مدربا على استخدام الأسلحة النارية التي يستخدمها العثمانيون، وكانت الخزائن خاوية على عروشها والمعنويات محطمة، بسبب هزيمة السلطان قنصوة الغورى مما أتاح الفرصة للسلطان سليم الأول قائد العثمانيين في الزحف إلى مصر، فبدأ في إرسال الجيوش إلى مصر، وأرسل رسله مهددين طومان باى، الذي تولى الحكم عقب موت الغورى، بأن يكف عن المقاومة ويسلم البلاد لهم. رفض طومان باى الإنذارات، وخرج يقود المماليك دفاعا عن الدولة المملوكية، وتقابل الجيشان في عام 1517، بالقرب من مدينة الريدانية، حيث حوصر المماليك وأبيدوا بالرصاص وقذائف المدافع، واعتقل طومان باى، وشنق فوق باب زويلة، فبقى معلقا به ثلاثة أيام، ثم أنزلوه ودفن في مدرسة السلطان الغورى.
وبهذا انتهت السلطنة المملوكية من الوجود في مصر والشام، وحلت محلها دولة بني عثمان التي أصبحت لتوها: الخلافة العثمانية.